# Matti Keinonen
Matti Keinonen (11. listopadu 1941, Tampere – 27. listopadu 2021) byl finský hokejový útočník. Finsko reprezentoval dvakrát na zimních olympijských hrách (1968, 1972) a 9× na Mistrovství světa v ledním hokeji. Po skončení hráčské kariéry působil jako trenér. Je po něm pojmenována Trofej Mattiho Keinonena, která se v SM-lize uděluje nejlepšímu hráči v hodnocení plus/minus. V roce 2002 byl uveden do Síně slávy IIHF.